# Преступность в Греции

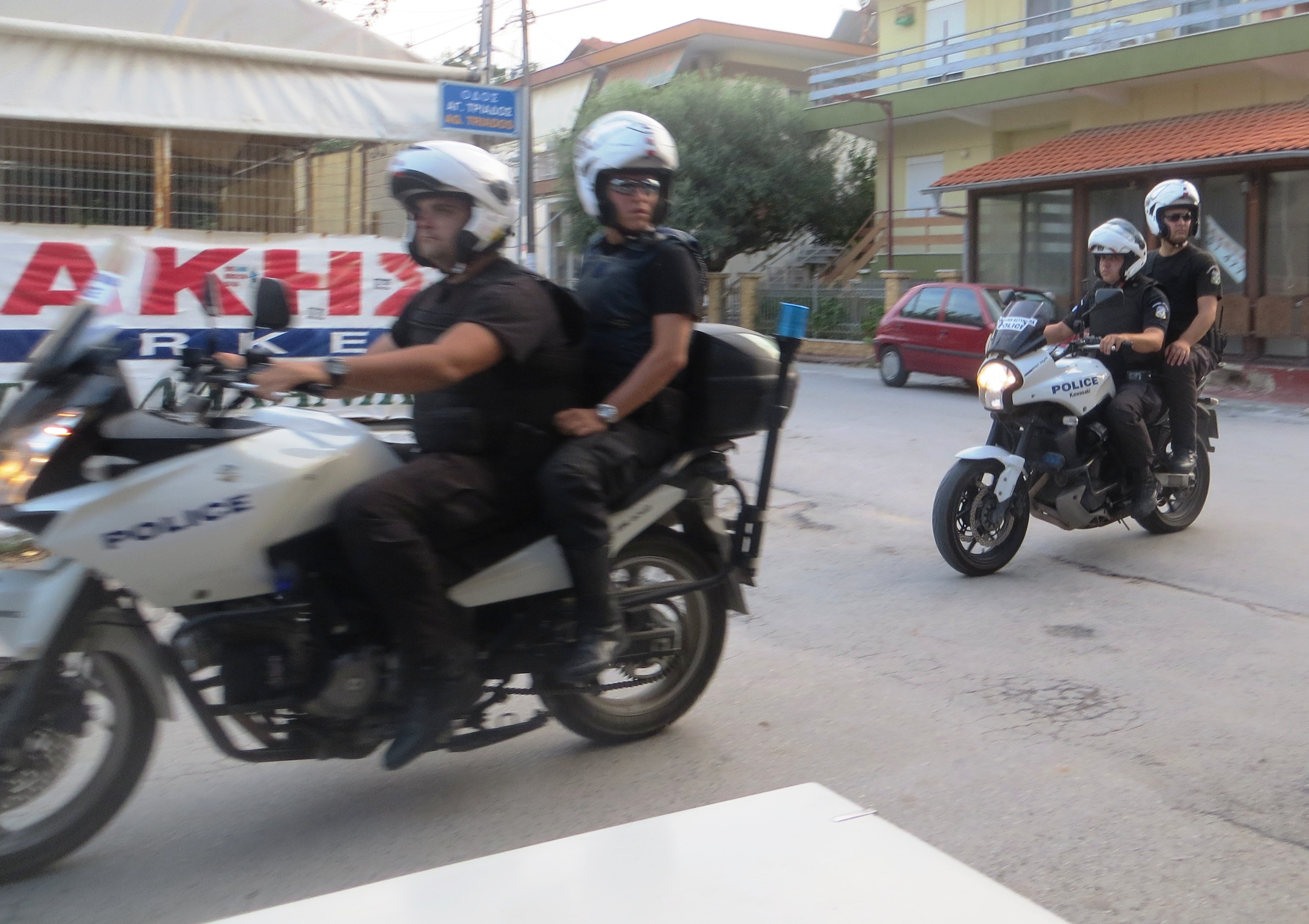
Полиция Греции на мотоциклах

Уровень преступности в Греции исторически считался одним из наиболее низких в Восточной Европе. Так, в 1980-е годы благодаря усилиям начальника полиции Греции Никона Аркудеаса (греч. Νίκων Αρκουδέας) удалось значительно снизить уровень преступности. Борьбу против преступности осуществляет полиция Греции, которой удалось в 2002 году пресечь деятельность леворадикальной террористической группировки «Революционная организация 17 ноября». Помимо этого, на счету полиции Греции успешная организация безопасного проведения Летней Олимпиады 2004 года и разгром крупнейшей ОПГ Греции в 2016 году, причастной к более чем 2 тысячам случаев ограбления.
В течение XX века спецслужбы и полиция обвинялись в том, что тратили много времени не столько на борьбу против правонарушителей, сколько на преследование деятелей левого политического крыла по их убеждениям. С 1990-х годов наблюдается рост преступности среди нелегальных мигрантов из Центральной и Восточной Европы, Азии и Ближнего Востока.

## Совершаемые преступления

### Убийства
В 2011 году, по данным статистики, в Греции было совершено 184 убийства, средний показатель составлял 1,7 случаев на 100 тысяч человек.
| Число убийств в Греции по годам с 1997 по 2016 |
|                                                |
| Источники: ежегодные отчёты полиции Греции     |

### Организованная преступность
В греческом преступном мире действуют организованные преступные группировки (Греческая мафия), которых называют в народе «Люди ночи» (греч. άνθρωποι της νύχτας). Из иностранных ОПГ наиболее известной считается албанская мафия, члены которой занимаются грабежом, похищением и пытками людей, а также контрабандой и ввозом наркотиков. Албанская мафия занимается прикрытием нелегальной миграции в Грецию с Ближнего Востока и Пакистана, «крышует» выходцев из этих стран-владельцем частных предприятий и контролирует ночные клубы в Западных Афинах, где проживают представители рабочего класса. В стране также действует русская мафия, которая занимается незаконным ввозом оружия и контрабандой сигарет, а также румынская мафия, которая занимается грабежом и похищением людей
Представители греческой мафии считаются наиболее могущественными в преступном мире Греции благодаря связям и своеобразному сотрудничеству с албанской мафией, нанимая албанцев в качестве телохранителей или наёмных убийц. Греческая мафия занимается крышеванием нелегального бизнеса, похищением людей и ввозом наркотиков, зарабатывая большие средства благодаря распространённой в стране коррупции. Ввоз кокаина и героина в страну осуществляется на кораблях: в судостроительной промышленности есть свои представители греческой мафии

### Преступления против частной собственности
В 2011 году из-за ухудшения экономического положения в стране произошёл рост преступлений против частной собственности: в 2009 году зафиксировано 80 тысяч случаев грабежей от обычных карманных краж до ограблений банков и домов против 50 тысяч в 2005 году. Это же привело к повышению спроса на услуги частных охранных компанией, хотя в целом уровень преступности считается одним из самых низких в Европе. В 2016 году в Греции была разгромлена крупнейшая преступная группировка, причастная к ограблению более 2 тысяч домов. В операции участвовали не менее 1000 полицейских и 37 судей.

### Преступления мигрантов
Согласно официальной статистике, более половины зарегистрированных полицией Греции преступлений совершается мигрантами. Греческая полиция подтверждает, что многие граждане хранят свои средства не на банковских счетах, а в наличных дома, и это притягивает банды грабителей из Албании и Болгарии. По оценке на 2012 год, в Греции находилось не менее 1 млн нелегальных мигрантов. Случай изнасилования несовершеннолетней девушки в Паросе в 2012 году стал одним из наиболее известных преступлений со стороны мигрантов.
Жёсткая иммиграционная политика Испании и Италии привлекла к тому, что огромное количество жителей Азии и Африки стали перебираться в Грецию: это были преимущественно жители Северной Африки, Пакистана, Афганистана, Ирака и Бангладеш. В 2010 году 90 % всех нелегальных пересечений границ Евросоюза состоялись через греческую границу (в 2008 году их было 50 %, в 2009 году — 75 %), 132524 человека были задержаны (в 2009 году их было 95239 человек), из них 52469 были депортированы; подавляющее большинство депортированных составили албанцы.

### Коррупция и уклонение от уплаты налогов
Одними из серьёзнейших проблем экономики и политики Греции являются уклонение от уплаты налогов и распространение коррупции среди государственных служащих, несмотря на предпринятые меры борьбы против этих явлений в последние годы. Ежегодно греческая казна недосчитывается 30 млрд евро из-за неуплаты налогов, что греки иронически называют «национальным видом спорта».

#### Уклонение от уплаты налогов
Организация экономического сотрудничества и развития в августе 2009 года подсчитала, что объём чёрного рынка Греции составлял около 65 млрд евро (25 % ВВП) и это приводило к ежегодной неуплате налогов на сумму в 20 млрд евро, что считается достаточно крупной суммой по европейским меркам. Для сравнения, чёрный рынок Германии был в два раза меньше и составлял всего лишь 15 % от ВВП. Попытки греческого правительства в прошлые годы избавить экономику от этой проблемы заканчивались ничем. Греции рекомендовалось изменить систему налогообложения, однако этот процесс мог занять как минимум два срока полномочий парламента.
По данным на последний квартал 2005 года, около 49 % населения в той или иной степени уклонялись от налогов, хотя эта цифра в январе 2006 года снизилась до 41,6 %. По данным исследователей из Чикагского университета, в 2009 году от налогов уклонялись в основном служащие различных контор, зубные врачи, юристы, медики, репетиторы и финансовые консультанты, которые не заплатили суммарно 28 млрд евро (31 % дефицита бюджета на год). Tax Justice Network называет цифру неуплаченных налогов в 20 млрд евро, указывая, что эти средства хранятся на банковских счетах граждан Греции в Швейцарии, и отмечает наличие 10 тысяч греческих офшорных компаний. По словам бывшего министра финансов Греции Евангелоса Венизелоса, около 15 тысяч физических и юридических лиц сокрыли 37 млрд евро от налогообложения.

## Преступность в Афинах
С 2007 по 2009 годы в Афинах прокатилась волна ограблений: если в 2007 году было зафиксировано 26872 случаев краж (в том числе и со взломом), то в 2009 году они подскочило до 47607. Также удвоилось число совершённых убийств. Тем не менее, город считается одним из наиболее безопасных в Европе. Греческая полиция утверждает, что неправительственные организации неоднократно вмешивались в расследование уголовных дел, пытаясь максимально смягчить приговор подсудимым и распространяя ложные слухи о жестоком обращении в полицейских участках с задержанными.

## Действия полиции
СМИ Греции критикуют политизацию сотрудников полиции. До 1981 года, когда к власти пришло Всегреческое социалистическое движение Андреаса Папандреу, почти все руководящие офицеры греческой жандармерии и городской полиции были убеждёнными правыми консерваторами. В 1984 году после их объединения образовалась современная политическая полиция. Случаи «блата» в греческой полиции достаточно велики, и зачастую определённые должности занимают выходцы из определённых кругов: например, почти все высшие руководители полиции родом с Пелопоннеса или Крита.